# 記憶之夜
《記憶之夜》（：／）是2017年上映的一部韓國懸疑驚悚電影，由電影《偷換嫁期》《浪子發跡》的導演張恆俊執導並擔任編劇，姜河那、金武烈主演。劇情講述振碩（姜河那 飾）的哥哥（金武烈 飾）遭人綁架，回來之後卻像變了一個人，並失去被綁架的記憶。哥哥的轉變，讓振碩開始懷疑自己的認知，在記憶與幻覺之間尋找隱藏的真相，卻發現更驚人的謎團。

## 演員陣容

### 主要人物
- 姜河那 飾演 振碩
- 金武烈 飾演 佑碩

### 其他人物
- 文盛瑾 飾演 振碩的父親
- 羅映姬 飾演 振碩的母親
- 南明烈 飾演 崔教授
- 李娜拉 飾演 崔教授的夫人
- 裴成日 飾演 可疑男子1
- 李淳元 飾演 可疑男子2
- 鄭燦菲 飾演 少女
- 崔高 飾演 佑碩童年時期
- 姜信久 飾演 振碩的父親
- 安敏英 飾演 振碩的母親
- 朴宰英 飾演 振碩的哥哥
- 鄭澤玄 飾演 佑碩高中時期
- 權在煥 飾演 派出所警察
- 申奇祿 飾演 派出所義警
- 韓多恩 飾演 病房護士
- 李成宇 飾演 逮捕罪犯的警察
- 朴采益 飾演 搬家工人
- 延濟亨 飾演 派出所學生
- 金賢睦 飾演 派出所學生
- 劉仁秀 飾演 派出所學生
- 金柱煌 飾演 案件現場警察
- 李勝勇 飾演 事故車輛司機

## 獎項榮譽
2018年：第38屆韓國黃金攝影獎
- 評審團特別獎（羅映姬）

## 外部連結
- NAVER上《記憶之夜》的資料
- Daum上《記憶之夜》的資料

- 《記憶之夜》在HanCinema的页面（英文）
- 互联网电影数据库（IMDb）上《記憶之夜》的资料（英文）
- 韩国电影数据库（KMDb）上《記憶之夜》的資料
- 豆瓣电影上《記憶之夜》的資料 （简体中文）
- Yahoo奇摩電影上《記憶之夜》的資料（繁體中文）
- 開眼電影網上《記憶之夜》的資料（繁體中文）
- Box Office Mojo上《記憶之夜》的资料（英文）
- 爛番茄上《記憶之夜》的資料（英文）